# Andromeda polifolia
Espèce
Classification phylogénétique
Andromeda polifolia, l'Andromède, est une espèce de plantes à fleurs de la famille des Ericaceae. C'est la seule espèce encore acceptée actuellement dans le genre Andromeda (genre qui contenait jadis plusieurs autres espèces).
C'est une plante ligneuse qui croît en moyenne montagne, en régions tempérées (Europe, Asie et Amérique). Les taxons américains sont rattachés à la variété glaucophylla (andromède glauque).
Son habitat de prédilection est le marais tourbeux. C'est d'ailleurs une espèce qu'on retrouve dans les fouilles paléontologiques. Elle est relativement exigeante et par conséquent assez rare.
En France, elle est présente dans les tourbières des Vosges, du Jura, d'Auvergne et de Savoie. Elle est par ailleurs signalée en Normandie. En Belgique, elle est présente dans les Hautes Fagnes et dans quelques marais de Campine.

## Description
L'andromède est un petit sous-arbrisseau glabre qui peut atteindre 40 cm de haut. Les fleurs sont blanches, rosées voire roses. Elles sont réunies en ombelles de 2 à 8 fleurs. Le fruit est une capsule globuleuse.

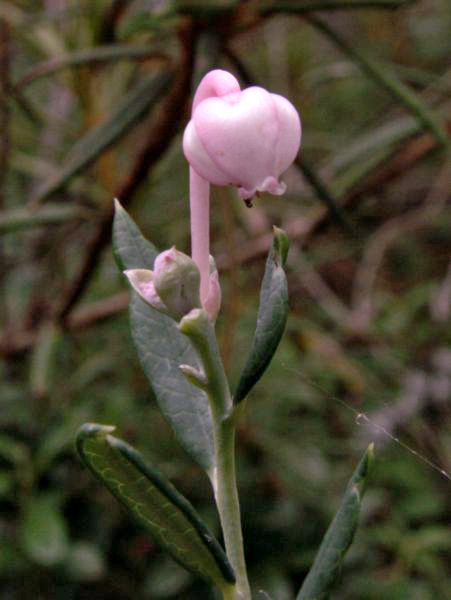
Fleurs.
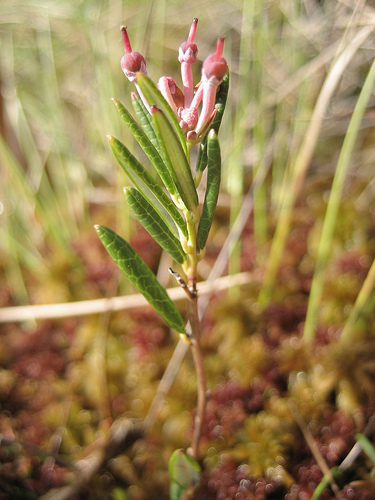
En fin de floraison.
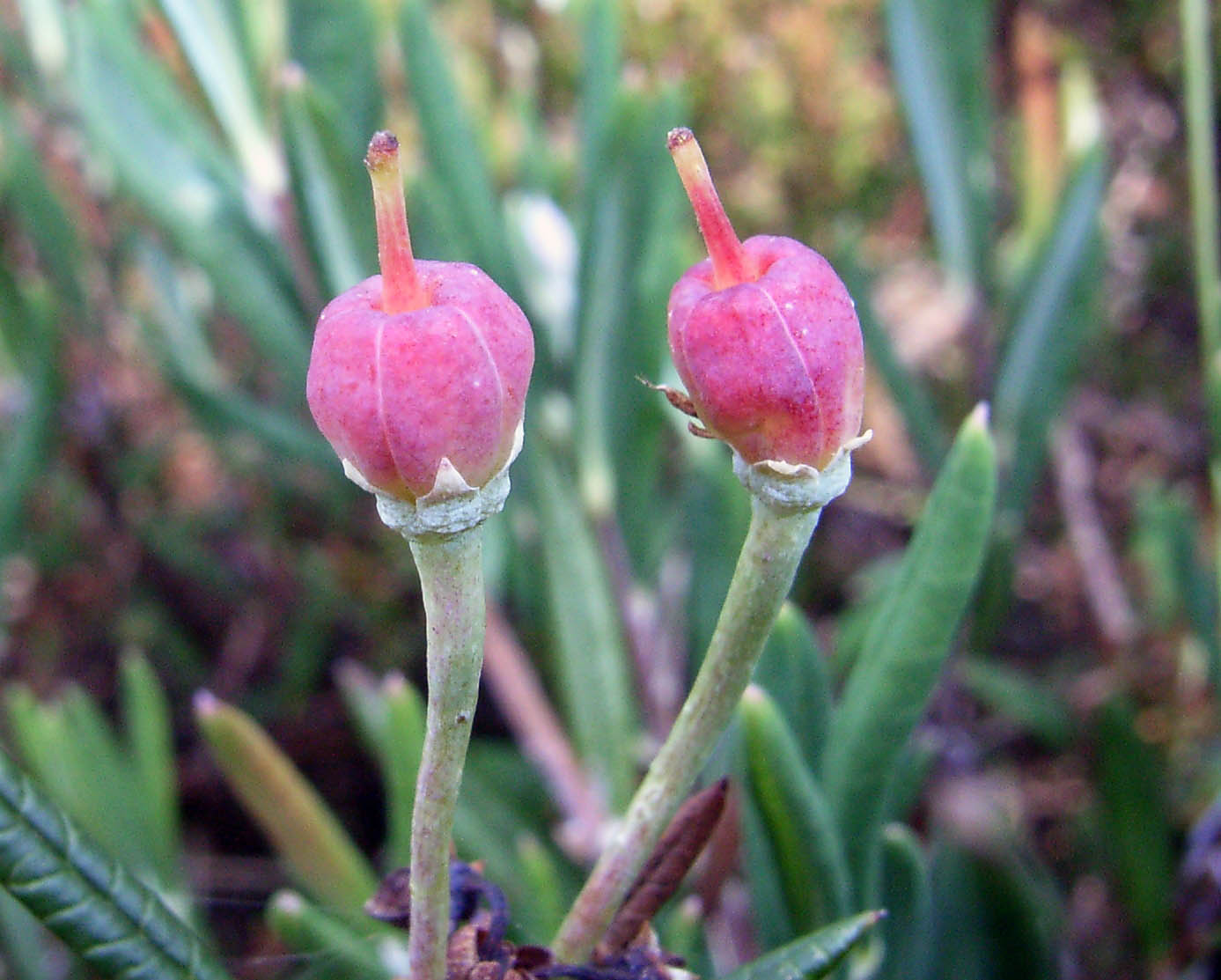
Fruits.

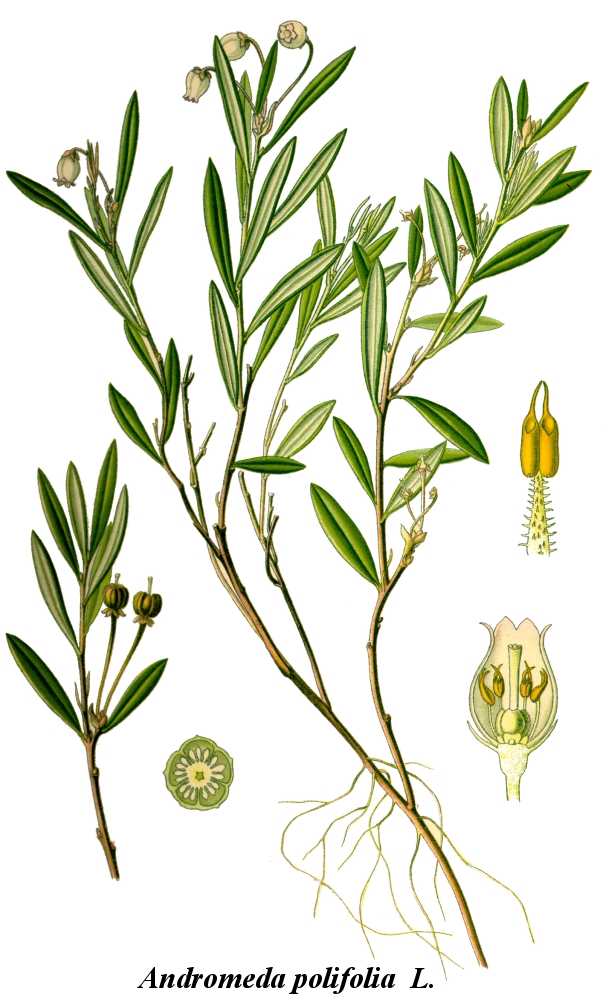
Dessin de la plante entière.

## Statut de protection
- Cette espèce est inscrite sur la liste des espèces végétales protégées sur l'ensemble du territoire français métropolitain en Annexe I.
- Elle est également strictement protégée en Belgique et en Italie.